# Agelaos (Achaier)
Agelaos (altgriechisch Ἀγέλαος Agélaos) ist eine Person der griechischen Mythologie.
Er ist ein Achaier, der im Trojanischen Krieg vor den Toren Trojas kämpft. Während der Schlacht wird er neben einigen anderen Achaiern von Hektor getötet.